# Metodo simbolico
In teoria dei circuiti, in particolare nell'analisi nel dominio della frequenza, il metodo simbolico, anche detto metodo di Steinmetz o metodo di Steinmetz-Kennelly, è un modo per descrivere e analizzare i circuiti lineari e stazionari in regime sinusoidale, soprattutto quando tali circuiti sono isofrequenziali, cioè quando tutte le grandezze hanno la stessa frequenza. 
Nel metodo simbolico le grandezze elettriche come tensione o corrente con la stessa pulsazione sono trasformate nel rispettivo fasore, sostituendo ogni elemento circuitale con l'impedenza corrispondente. Si analizza quindi il circuito come se fosse un circuito resistivo (ma di resistenza complessa), applicando la legge di Ohm e le leggi di Kirchhoff simboliche, ed infine si ritorna alle grandezze sinusoidali antitrasformando.
Il metodo simbolico fu introdotto da Hermann von Helmholtz e John William Strutt Rayleigh. Fu successivamente sviluppato dal matematico e ingegnere tedesco naturalizzato statunitense Charles Proteus Steinmetz nel 1893 nell'articolo Complex Quantities and Their Use in Electrical Engineering, presentato all'International Electrical Congress dell'AIEE del 1893 e pubblicato nei relativi Proceedings. Lo stesso Steinmetz ha poi ripreso ed esteso il metodo nel libro "Theory and Calculation of Alternating Electric Phenomena", pubblicato da Forgotten Books nel 1897. Il metodo consiste nell'associazione formale di un numero complesso {\displaystyle a+jb} (eventualmente poi moltiplicato per {\displaystyle e^{-j\omega t}}) ad una sinusoide {\displaystyle F\sin(\omega t+\theta )} di pulsazione {\displaystyle \omega } (essendo {\displaystyle a=F\cos(\theta )} e {\displaystyle b=F\sin(\theta )}). Steinmetz usò il simbolo {\displaystyle j} per indicare l'unità immaginaria (al posto di {\displaystyle i}), cosa che è poi diventata una consuetudine nei testi di ingegneria. I numeri complessi introdotti da Steinmetz (più tardi chiamati fasori) permisero di studiare i circuiti elettrici in regime sinusoidale per mezzo dell'algebra complessa, molto compatta ed efficace, al posto del metodo grafico ideato da Thomas Blakesley intorno al 1885, ottenendone una potenza di calcolo nettamente maggiore.

## Rappresentazione dei numeri complessi
Un numero complesso è rappresentabile in forma algebrica nel piano complesso come:
{\displaystyle \mathbf {z} =x+jy}
dove {\displaystyle j^{2}=-1} è l'unità immaginaria. La forma algebrica è scomoda per certe applicazioni, come quelle qui trattate, in cui è vantaggiosa la forma polare:
{\displaystyle \mathbf {z} =\rho (\cos \phi +j\,\mathrm {sen} \,\phi )}
con {\displaystyle \phi } l'angolo rispetto all'asse reale.
Le formule di passaggio sono:
{\displaystyle \rho =|z|={\sqrt {x^{2}+y^{2}}}\quad ;\quad \phi =\arg z=\arctan 2({y},{x})}
{\displaystyle x=\rho \,\cos(\arg z)\quad ;\quad y=\rho \,\mathrm {sen} (\arg z)}
Utilizzando la formula di Eulero:
{\displaystyle \mathbf {e} ^{j\phi }=\cos \phi +j\,\mathrm {sen} \,\phi }
possiamo utilizzare la rappresentazione esponenziale o trigonometrica dei numeri complessi:
{\displaystyle \mathbf {z} =x+jy=\rho (\cos \phi +j\mathrm {sen} \,\phi )=\rho \mathbf {e} ^{j\phi }}

## Fasori
Il fasore è un numero complesso, rappresentabile quindi come vettore nel piano di Argand-Gauss, equivalente ad una funzione sinusoidale di pulsazione ben definita. I fasori sono utilizzati quale comoda rappresentazione in campo complesso di grandezze fisiche (reali) oscillanti come, in particolare, le grandezze elettriche, tensione o corrente.

La formula di Eulero consente di rappresentare matematicamente una funzione sinusoidale come somma di due funzioni complesse:
{\displaystyle A\cdot \cos(\omega t+\theta )=A/2\cdot e^{i(\omega t+\theta )}+A/2\cdot e^{-i(\omega t+\theta )},}
oppure come parte reale di una delle funzioni:
{\displaystyle {\begin{aligned}A\cdot \cos(\omega t+\theta )&=\operatorname {Re} \left\{A\cdot e^{i(\omega t+\theta )}\right\}\\&=\operatorname {Re} \left\{Ae^{i\theta }\cdot e^{i\omega t}\right\}.\end{aligned}}}
dove i è l'unità immaginaria, spesso indicata con j, e la frequenza è data da {\displaystyle \omega /2\pi }.

Il fasore indica sia {\displaystyle Ae^{i\theta }e^{i\omega t}} sia soltanto la costante complessa {\displaystyle Ae^{i\theta }}. Nel secondo caso si usa anche la notazione semplificata {\displaystyle A\angle \theta .}

## Bipoli in regime sinusoidale
Dato un circuito in regime sinusoidale isofrequenziale, le leggi costitutive dei bipoli R, L e C si trasformano.
Il resistore, per il quale vale la legge
{\displaystyle v(t)=Ri(t)\ }
è descritto dal metodo simbolico come:
{\displaystyle \mathbf {V} =R\mathbf {I} }.
Le ampiezze di tensione e corrente sono direttamente proporzionali, con fattore di proporzionalità proprio la resistenza elettrica
{\displaystyle |\mathbf {V} |=R\cdot |\mathbf {I} |}
inoltre la tensione e la corrente che attraversano il resistore sono in fase: {\displaystyle \phi _{v}\equiv \phi _{i}}.

Per il Condensatore si ha
{\displaystyle i(t)=C{\frac {dv(t)}{dt}}}
ed usando la regola di derivazione si ottiene:
{\displaystyle \mathbf {I} =j\omega C\mathbf {V} }.
Le ampiezze di tensione e corrente sono direttamente proporzionali
{\displaystyle |\mathbf {I} |=\omega C|\mathbf {V} |}
e la corrente è in anticipo sulla tensione perché sfasata {\displaystyle \phi _{i}=\phi _{v}+\pi /2}.

Per l'Induttore si ha
{\displaystyle v(t)=L{\frac {di(t)}{dt}}}
e quindi
{\displaystyle \mathbf {V} =j\omega L\mathbf {I} }.
Le ampiezze di tensione e corrente sono direttamente proporzionali
{\displaystyle |\mathbf {V} |=\omega L|\mathbf {I} |}
e la corrente è in ritardo sulla tensione perché {\displaystyle \phi _{v}=\phi _{i}+\pi /2}.

### Impedenza e Ammettenza
Definendo in maniera del tutto generale l'impedenza:
{\displaystyle \mathbf {Z} ={\frac {\mathbf {V} }{\mathbf {I} }}}
è possibile rappresentare la legge di Ohm simbolicamente uguale nella forma a quella classica:
{\displaystyle \mathbf {V} =\mathbf {Z} \cdot \mathbf {I} }
Viceversa, definendo l'ammettenza come:
{\displaystyle \mathbf {Y} ={\frac {1}{\mathbf {Z} }}}
è possibile scrivere la legge di Ohm anche nella forma:
{\displaystyle \mathbf {I} =\mathbf {Y} \mathbf {V} }
L'impedenza si misura in ohm e l'ammettenza in siemens. In termini di impedenza e ammettenza si possono descrivere i bipoli sopra come:
{\displaystyle \mathbf {Z} _{R}=R\,\,\Leftrightarrow \,\,\mathbf {Y} _{R}=G}
{\displaystyle \mathbf {Z} _{C}={\frac {1}{j\omega C}}\,\,\Leftrightarrow \,\,\mathbf {Y} _{C}=j\omega C}
{\displaystyle \mathbf {Z} _{L}=j\omega L\,\,\Leftrightarrow \,\,\mathbf {Y} _{L}={\frac {1}{j\omega L}}}
Si noti che l'impedenza e l'ammettenza sono rapporti tra due fasori, ma non sono fasori.

## Corto circuito e circuito aperto
Per {\displaystyle \omega =0} la grandezza sinusoidale {\displaystyle A\cos(\omega t+\phi )=A\cos \phi =cost}, cioè un segnale costante può essere rappresentato con un fasore di pulsazione nulla. Infatti le impedenze e le ammettenze per {\displaystyle \omega =0} sono:
{\displaystyle \mathbf {Z} _{R}=R\,\,\Leftrightarrow \,\,\mathbf {Y} _{R}=G}
cioè la resistenza non dipende dalla frequenza e resta inalterata, mentre:
{\displaystyle \mathbf {Z} _{C}={\frac {1}{j\omega C}}\to \infty \,\,\Leftrightarrow \,\,\mathbf {Y} _{C}=j\omega C\to 0}
{\displaystyle \mathbf {Z} _{L}=j\omega L\to 0\,\,\Leftrightarrow \,\,\mathbf {Y} _{L}={\frac {1}{j\omega L}}\to \infty }
cioè il condensatore ha corrente nulla per ogni valore della tensione e si comporta come un circuito aperto, mentre l'induttore ha tensione nulla per ogni valore della corrente e si comporta come un corto circuito.
Viceversa per {\displaystyle \omega \to \infty } si hanno comportamenti duali:
{\displaystyle \mathbf {Z} _{C}={\frac {1}{j\omega C}}\to 0\,\,\Leftrightarrow \,\,\mathbf {Y} _{C}=j\omega C\to \infty }
{\displaystyle \mathbf {Z} _{L}=j\omega L\to \infty \,\,\Leftrightarrow \,\,\mathbf {Y} _{L}={\frac {1}{j\omega L}}\to 0}
cioè il condensatore si comporta come un corto circuito, mentre l'induttore si comporta come un circuito aperto.

## Leggi di Kirchhoff
L'analisi di un circuito utilizzando i fasori è formalmente analoga a quella classica. Infatti, considerato un circuito in regime sinusoidale, è possibile studiarne il comportamento applicando le leggi di Kirchhoff. Supponendo di considerare un nodo di un circuito, la legge di Kirchhoff delle correnti afferma che:
{\displaystyle \sum _{k}i_{k}(t)=0\ }
si può scrivere formalmente anche per i fasori:
{\displaystyle \Re \left[\left(\sum _{k}\mathbf {I} _{k}\right)e^{j\omega t}\right]=\sum _{k}\mathbf {I} _{k}=0}
Analogamente, per la legge di Kirchhoff delle tensioni applicata ad una maglia:
{\displaystyle \Re \left[\left(\sum _{k}\mathbf {V} _{k}\right)e^{j\omega t}\right]=\sum _{k}\mathbf {V} _{k}=0}

### Combinazioni in serie e parallelo
Per quanto riguarda le combinazioni in serie di impedenze e ammettenze basti sapere che essi si combinano esattamente come i resistori:
{\displaystyle \mathbf {Z} _{serie}=\sum _{k}\mathbf {Z} _{k}}
{\displaystyle {\frac {1}{\mathbf {Z} _{parallelo}}}=\sum _{k}{\frac {1}{\mathbf {Z} _{k}}}}

## Ulteriori considerazioni
Formalmente possiamo anche far vedere che valgono i teoremi di Thévenin e di Norton, infatti vale esattamente che possiamo sostituire un generatore indipendente di tensione nel caso di Thévenin e di corrente nel caso di Norton con relative impedenze. Inoltre vale anche il Teorema di Miller.
Per quanto riguarda il comportamento energetico si introduce la potenza complessa che ha molte applicazioni e a cui si rimanda per approfondire.